# Debabarrena-Gipuzkoa
El Debabarrena-Gipuzkoa (código UCI: DEB), fue un equipo ciclista femenino profesional español. A pesar de ello la mayoría de sus corredoras fueron amateurs debido a que la reglamentación es similar a la de los equipos de categoría Continental masculinos y a que la Real Federación Española de Ciclismo no ha puesto reglas más estrictas para los equipos femeninos registrados en dicho país.
Fue el equipo femenino profesional español que disputaba menos carreras en el extranjero por ello apenas tuvo corredoras no españolas, solo las francesas Isabelle Moulis (en 2008) y Ludivine Loze (en 2011 y 2012). Además de tener diversos problemas económicos que les hicieron reducir aún más ese calendario internacional. Pese a ello en 2010 si consiguieron estar en la carrera femenina por etapas más prestigiosa, el Giro de Italia.
A finales del 2012 tras la marcha de corredoras guipuzcoánas la Diputación Foral de Guipúzcoa dejó de patrocinar y subvencionar el equipo lo que acarreó su desaparición.

## Historia del equipo
El equipo se creó en 2004 como amateur hasta que en 2008 dio el salto al profesionalismo. Ese primer año como profesional se hicieron con el Campeonato de España de Ciclismo en Ruta conseguido por Itxaso Leunda siendo el mayor logro del equipo durante sus dos primeros años. Sin embargo, dicha victoria no se vio reflejada en el Ranking UCI ya que esa vez los campeonatos españoles no puntuaron para dicha clasificación, quedándose el equipo sin puntuación, lo mismo que ocurrió en el siguiente año.
En junio de 2010 ficharon a la pistard Leire Olaberria que días después se hizo con el doblete del Campeonato de España de Ciclismo Contrarreloj y Campeonato de España de Ciclismo en Ruta. Debutando el equipo poco después en el Giro de Italia, con Leire al frente.
A finales del 2012 la Diputación Foral de Guipúzcoa dejó de patrocinar y subvencionar el equipo tras la marcha de corredoras guipuzcoánas (Dorleta Eskamendi y Ane Santesteban al Bizkaia-Durango en 2012 e Irene San Sebastián al Bizkaia Durango y Maite Murgia al Lointek en 2013) lo que acarreó su desaparición. Su director, Juan José Sebastián, se mostró muy crítico con los otros equipos vascos de categoría Femenina UCI (que son los únicos equipos en la península ibérica con esa categoría internacional). Los mencionados, ambos vizcaínos, del Bizkaia-Durango y Lointek; que también reciben subvenciones y patrocinios públicos pero sin apenas exigencias con lo que pueden nutrirse de las mejores corredoras vascas y españolas, además de extranjeras, provocando respecto al Debabarrena-Gipuzkoa una "competencia desleal" que hizo insostenible su continuidad.

## Material ciclista
El equipo utilizó bicicletas Orbea.

## Sede
El equipo tuvo su sede en la Euskal Bizikleta Kirol Elkartea (Avenida de Otaola 7, 281, 20600, Éibar).

## Palmarés

### Palmarés 2008
| Fechas          | Carreras                     | Ganadora      |
| 7 de septiembre | Campeonato de España en Ruta | Itxaso Leunda |

### Palmarés 2010
| Fechas      | Carreras                          | Ganadora              |
| 24 de junio | Campeonato de España Contrarreloj | Leire Olaberria (CRI) |
| 26 de junio | Campeonato de España en Ruta      | Leire Olaberria       |

## Clasificaciones UCI
La Unión Ciclista Internacional elabora el Ranking UCI de clasificación de los ciclistas y equipos profesionales. La clasificación del equipo y de su ciclista más destacada son las siguientes:
| Año  | Clasificación por equipos | Mejor corredora en la clasificación individual | Posición |
| 2008 | (último)                  | -                                              | -        |
| 2009 | (último)                  | -                                              | -        |
| 2010 | 25.º                      | Leire Olaberria                                | 160.º    |
| 2011 | 27.º                      | Leire Olaberria                                | 321.º    |
| 2012 | (último)                  | -                                              | -        |

## Ciclistas destacadas
- Itsaso Leunda (2008-2012)
- Leire Olaberria (2010[16] -2012)
- Irene San Sebastián (2009-2012)

- En este listado se encuentran las ciclistas que con el equipo consiguieron algún punto UCI.